# Herbert Ernest Bates
Pour les articles homonymes, voir Bates.
Herbert Ernest Bates est un écrivain britannique né le 16 mai 1905 en Angleterre, dans le Northamptonshire, et qui mourut le 29 janvier 1974. Son œuvre, considérable et variée, compte une quarantaine de titres, dont un peu plus de vingt recueils de nouvelles, mais aussi des romans, des essais, ainsi que des pièces de théâtre. Il est traduit en seize langues (2008).
Il aborda en particulier les thématiques de la vie rurale, puis de la Seconde Guerre mondiale, à laquelle il participa au sein de la Royal Air Force.